# Ermanno IV d'Assia-Rotenburg
Lagravio Ermanno IV d'Assia-Rotenburg (Kassel, 15 agosto 1607 – Rotenburg an der Fulda, 25 marzo 1658) fu il primo langravio del semi-indipendente Assia-Rotenburg. Era il quarto figlio maschio del langravio Maurizio d'Assia-Kassel e della sua seconda moglie Giuliana di Nassau-Dillenburg.

## Biografia
Quando l'Assia-Rotenburg fu fondato nel 1627, Ermanno tenne la reggenza a Rotenburg.
A Waldeck il 31 dicembre 1633 Ermanno sposò la contessa Sofia Giuliana di Waldeck (1 aprile 1607 - 15 settembre 1637), figlia del conte Cristiano. Ebbero una figlia:
- Giuliana (Kassel, 25 marzo 1636 - Kassel, 22 maggio 1636).

A Weimar il 2 febbraio 1642 Ermanno, rimasto vedovo, si risposò con la principessa Cunegonda Giuliana di Anhalt-Dessau (17 febbraio 1608 - 26 settembre 1683), figlia di Giovanni Giorgio I, principe di Anhalt-Dessau. Dal matrimonio non nacquero figli.
Ermanno soffrì per tutta la sua vita di una storpiatura al piede e dovette indossare bretelle di ferro per sostenere la gamba, rendendo impossibile una carriera militare. Per contro, entrò nel campo scientifico, diventando un rinomato ricercatore nei campi della meteorologia, della matematica, dell'astronomia e della geografia. Il suo trattato Beiläufige Cosmographische Beschreibung des Niederfürstentums Hessen del 1641 è tra le opere standard della geografia dell'Assia del XVII secolo. La scuola di Rotenburg fu distrutta nel 1637, durante la guerra dei trent'anni. Nel 1651, Ermanno costruì una nuova scuola, a proprie spese, all'indirizzo Löbergasse 2, come indicato da un'iscrizione sull'edificio.
Dopo l'acquisizione di ulteriori territori, il langraviato d'Assia-Rotenburg fu diviso fra tre fratelli nel 1648. Ermanno mantenne l'Assia-Rotenburg in versione ridotta; Federico ricevette l'Assia-Eschwege ed Ernesto l'Assia-Rheinfels. Nel 1655, Federico morì senza un eredi maschi, ed Eschwege passò ad Ernesto. Nel 1658, Ermanno morì senza prole sopravvissuta e anche Rotenburg passò ad Ernesto.

## Ascendenza
|                               |                                  |                                   | Genitori                       |  |  | Nonni |  |  | Bisnonni          |  |  | Trisnonni            |  |
|                               |                                  |                                   |                                |  |  |       |  |  | Filippo I d'Assia |  |  | Guglielmo II d'Assia |  |
|                               |                                  |                                   |                                |  |  |       |  |  | Filippo I d'Assia |  |  | Guglielmo II d'Assia |  |
|                               |                                  | Anna di Meclemburgo-Schwerin      |                                |  |  |       |  |  | Filippo I d'Assia |  |  |                      |  |
| Guglielmo IV d'Assia-Kassel   |                                  |                                   |                                |  |  |       |  |  | Filippo I d'Assia |  |  |                      |  |
|                               |                                  | Cristina di Sassonia              | Giorgio di Sassonia            |  |  |       |  |  |                   |  |  |                      |  |
|                               |                                  | Cristina di Sassonia              | Giorgio di Sassonia            |  |  |       |  |  |                   |  |  |                      |  |
|                               |                                  | Cristina di Sassonia              | Barbara Jagellona              |  |  |       |  |  |                   |  |  |                      |  |
| Maurizio d'Assia-Kassel       |                                  | Cristina di Sassonia              |                                |  |  |       |  |  |                   |  |  |                      |  |
|                               |                                  | Cristoforo di Württemberg         | Ulrico di Württemberg          |  |  |       |  |  |                   |  |  |                      |  |
|                               |                                  | Cristoforo di Württemberg         | Ulrico di Württemberg          |  |  |       |  |  |                   |  |  |                      |  |
|                               |                                  | Cristoforo di Württemberg         | Sabina di Baviera              |  |  |       |  |  |                   |  |  |                      |  |
| Sabina di Württemberg         |                                  | Cristoforo di Württemberg         |                                |  |  |       |  |  |                   |  |  |                      |  |
|                               |                                  | Anna Maria di Brandeburgo-Ansbach | Giorgio di Brandeburgo-Ansbach |  |  |       |  |  |                   |  |  |                      |  |
|                               |                                  | Anna Maria di Brandeburgo-Ansbach | Giorgio di Brandeburgo-Ansbach |  |  |       |  |  |                   |  |  |                      |  |
|                               |                                  | Anna Maria di Brandeburgo-Ansbach | Edvige di Münsterberg-Oels     |  |  |       |  |  |                   |  |  |                      |  |
| Ermanno IV d'Assia-Rotenburg  |                                  | Anna Maria di Brandeburgo-Ansbach |                                |  |  |       |  |  |                   |  |  |                      |  |
|                               | Giovanni VI di Nassau-Dillenburg | Guglielmo I di Nassau-Dillenburg  |                                |  |  |       |  |  |                   |  |  |                      |  |
|                               | Giovanni VI di Nassau-Dillenburg | Guglielmo I di Nassau-Dillenburg  |                                |  |  |       |  |  |                   |  |  |                      |  |
|                               | Giovanni VI di Nassau-Dillenburg | Giuliana di Solberg-Wernigerode   |                                |  |  |       |  |  |                   |  |  |                      |  |
| Giovanni VII di Nassau-Siegen | Giovanni VI di Nassau-Dillenburg |                                   |                                |  |  |       |  |  |                   |  |  |                      |  |
|                               |                                  | Elisabetta di Leuchtenberg        | …                              |  |  |       |  |  |                   |  |  |                      |  |
|                               |                                  | Elisabetta di Leuchtenberg        | …                              |  |  |       |  |  |                   |  |  |                      |  |
|                               |                                  | Elisabetta di Leuchtenberg        | …                              |  |  |       |  |  |                   |  |  |                      |  |
| Giuliana di Nassau-Dillenburg |                                  | Elisabetta di Leuchtenberg        |                                |  |  |       |  |  |                   |  |  |                      |  |
|                               |                                  | Filippo IV di Waldeck             | Enrico VIII di Waldeck         |  |  |       |  |  |                   |  |  |                      |  |
|                               |                                  | Filippo IV di Waldeck             | Enrico VIII di Waldeck         |  |  |       |  |  |                   |  |  |                      |  |
|                               |                                  | Filippo IV di Waldeck             | Giovanna di Nassau-Dillenburg  |  |  |       |  |  |                   |  |  |                      |  |
| Maddalena di Waldeck          |                                  | Filippo IV di Waldeck             |                                |  |  |       |  |  |                   |  |  |                      |  |
|                               |                                  | Jutta di Isenburg                 | …                              |  |  |       |  |  |                   |  |  |                      |  |
|                               |                                  | Jutta di Isenburg                 | …                              |  |  |       |  |  |                   |  |  |                      |  |
|                               |                                  | Jutta di Isenburg                 | …                              |  |  |       |  |  |                   |  |  |                      |  |
|                               |                                  | Jutta di Isenburg                 |                                |  |  |       |  |  |                   |  |  |                      |  |